# De zwarte engelen
De zwarte engelen (Frans: Les Anges noirs) is het negende album uit de Franco-Belgische strip Tanguy en Laverdure van Jean-Michel Charlier (scenario) en Jijé (tekening).
Het verhaal verscheen in voorpublicatie in het Franse stripblad Pilote van 18 mei 1967 (nummer 395) tot en met 19 oktober 1967 (nummer 417). Begin 1968 werd het verhaal in albumvorm uitgegeven bij Dargaud. In het Nederlands werd het verhaal voorgepubliceerd in het stripblad Pep van het nummer 33 van 1970 tot het nummer 51 van 1970. Het album verscheen in 1971 als negende album, hoewel het in feite het tiende album was. In Pilote werd Speciale opdracht eerste gepubliceerd, maar vanwege de ongebruikelijke lengte van 61 pagina's werd dit pas later uitgegeven dan de zwarte engelen.

## Het verhaal
Tanguy en Laverdure worden naar het Zuid-Amerikaanse fictieve land Mañagua gestuurd om daar piloten op te leiden voor hun Mirages. Mañagua staat op het punt van een oorlog met buurland San Martín, dat een aangrenzende provincie wil inlijven. Mignot en Leroux, die hen in het verleden ook vaker vergezelden, gaan ook mee. De Mirages zijn per schip verstuurd. Bij de aankomst in het land botst Laverdure op Lampron. Hij heeft samen met Tanguy en Laverdure op de vliegschool gezeten, maar werd ontslagen omdat hij de schuld kreeg van een vliegtuigongeluk. Lampron zegt dat hij incognito daar is en verdwijnt al snel. Na een korte opleiding maken sommige piloten al solovluchten. Luitenant Ruiz merkt tijdens een vlucht een vreemd vliegtuig op dat hem in een val lokt over de grens met San Martín, waar twee andere vliegtuigen opduiken om hem neer te schieten. Bij het vinden van het wrak ontdekken ze dat Ruiz zijn schietstoel gebruikt heeft. President Larraz van San Martín is razend en wil dat de piloot gevonden wordt, immers wil hij dit incident gebruiken om een oorlog uit te lokken. De piloot moet verdwijnen. Ruiz maakt radiocontact met zijn vliegbasis en laat weten dat hij nog leeft. Hij zit op 30 km van de grens en probeert terug te keren, maar wordt dan door vijandige vliegtuigen onder vuur genomen waardoor hij niet meer kan lopen. Laverdure wordt overtuigd door de commandant van de vliegbasis om hem te gaan ophalen. Als buitenlander mag hij wel de grens oversteken. Hij neemt een vliegtuig van het rode kruis en slaagt erin de gewonde Ruiz op te halen. 
Bij zijn terugtocht wordt hij echter op de hielen gezeten door twee vijandelijke vliegtuigen. In een bergpas kan hij zijn vijanden even afschutten en ontdekt in een opgedroogd meer dan een verborgen vliegveld. Het vliegtuig van Laverdure wordt geraakt en hij verliest brandstof waardoor hij een noodlanding moet maken op de rivier Serena, de grens tussen beide landen. De grondtroepen van San Martín vinden hem en nemen hem onder vuur, maar aan de andere kant is Michel met zijn mannen en die schieten op het vliegtuig van Laverdure dat in brand vliegt en zo een rookgordijn vormt. Ruiz komt hier wel bij om. President Larraz is woedend als hij hoort dat Laverdure ontsnapt is en dat zijn geheime vliegbasis ontdekt is, bovendien heeft hij nog een grote tegenslag te verwerken; de stuwdam, een prestigeproject van hem, wordt binnenkort geopend maar deze staat op instorten. Zijn raadgever Fuchs heeft een ingenieus plan. Hun vliegtuigen kunnen bij de opening de dam bombarderen vermomd als vliegtuigen van Mañagua. 
Na de aanslag keert de publieke opninie zich tegen het land en Frankrijk roept de soldaten terug. Tanguy en Laverdure willen echter de onschuld van Mañagua bewijzen. Met een vliegtuig met infraroodcamera vliegen ze over de basis om daar foto's van te maken. Ze worden echter ontdekt en het toestel van Tanguy wordt geraakt. Laverdure kan springen met de bewijzen en Tanguy kan landen op een meer en wordt daar gevangen genomen. Hij zal bij zonsopgang gefusilleerd worden, maar dan is de redding nabij. Lampron komt naar zijn cel en ziet Michel. Hij zegt dat hij blut was en dat hij een fortuin kreeg om huurling te worden voor de luchtmacht van San Martín, maar hij kan een oude vriend niet in de steek laten en helpt hem ontsnappen met een vliegtuig. De onschuld van Mañagua wordt voor de hele wereld bewezen en het rijk van Larraz is uit.